# René de Peellaert
René de Peellaert (Doornik, 25 maart 1864 - Brugge, 21 april 1927) was een Brugs edelman. Hij was de vijfde voorzitter van de voetbalvereniging Cercle Brugge.

## Familie
Jonkheer René Alphonse Marie Ghislain de Peellaert was de achterkleinzoon van Anselme de Peellaert (1764-1817), de flamboyante aanhanger van Napoleon, die comte de l'Empire was geworden. Hij was de kleinzoon van baron Eugène de Peellaert, die korte tijd burgemeester van Sint-Andries was, en de kleinneef van de kunstschilder en musicus Auguste de Peellaert en van Philippe Veranneman de Watervliet, burgemeester van Brugge. Hij was een neef van Ferdinand de Maleingreau d'Hembise (1855-1923), burgemeester van Sint-Kruis.
Hij was de zoon van baron Eugène-Désiré de Peellaert (1831-1916) en Mathilde de Maleingreau d'Hembise (1831-1927) en had drie zussen en een oudere broer, die de baronstitel van hun vader erfde.
Hij trouwde met Juliette Arents de Beerteghem (Brugge 1873 - 1938) die een rijke erfdochter was. Ze hadden slechts één dochter, Denise de Peellaert Arents de Beerteghem (1893-1989) die trouwde met Ferdinand Janssens de Bisthoven (1887-1961), door wie de Peellaert de grootvader was van onder meer Baudouin Janssens de Bisthoven, Aquilin Janssens de Bisthoven en Ides Janssens de Bisthoven.

## Levensloop
René de Peellaert woonde op het kasteel van de familie de Peellaert in Sint-Kruis. Het lijkt erop dat hij daar als rentenier leefde, en zich in de eerste plaats bezighield met het beheren van zijn goederen.
In Brugge nam hij deel aan het verenigingsleven. Zo werd hij lid en proost van de Edele Confrérie van het Heilig Bloed.
Na de Eerste Wereldoorlog sloot hij zich aan bij de groep die zich rond de industrieel uit de vissector Emile Van den Abeele vormde en die de ambitie koesterde om in Zeebrugge een vissershaven met er aan verbonden industriële activiteiten tot stand te brengen. Hij investeerde mee in gronden die met dit doel werden aangekocht.

## Cercle Brugge
De Peellaert werd einde 1911 de vierde voorzitter van Cercle Brugge, in opvolging van zijn vriend Alberic de Formanoir de la Cazerie
Het was gouverneur Alberic Ruzette, een van de 'sponsors' van de voetbalclub die hem hiervoor warm maakte. Hij begon met er een betere organisatie aan te geven en van de feitelijke vereniging een vereniging zonder winstoogmerk te maken.
Na zijn eerste drie jaar voorzitterschap werden de voetbalactiviteiten voor de duur van de Eerste Wereldoorlog stilgelegd. Verschillende Cerclespelers sneuvelden en de Peellaert liet in 1921 een monument te hunner nagedachtenis oprichten.
Cercle Brugge deed hij op een eigen terrein spelen dat een omheining kreeg. Hier zou enkele jaren later het Edgard De Smedt-stadion oprijzen. De 'Cercle' behoorde tot de belangrijkste Belgische ploegen.
Tijdens het seizoen 1926-1927 overleed een geliefde Cerclespeler, Albert Van Coile, aan de gevolgen van kwetsuren die hij had opgelopen tijdens een vriendenmatch. Toen hij begin 1927 onder een gietende regen ten grave werd gedragen, hield de Peellaert een rouwrede. Hij werd er kletsnat bij en dit leverde hem een longontsteking op, waar hij twee weken later aan bezweek. Enkele weken later behaalde de club zijn tweede nationale kampioenstitel.